# Amfreville-les-Champs (Seine-Maritime)
Amfreville-les-Champs is een gemeente in het Franse departement Seine-Maritime (regio Normandië) en telt 169 inwoners (2011). De plaats maakt deel uit van het arrondissement Rouen.

## Geografie
De oppervlakte van Amfreville-les-Champs bedraagt 4,6 km², de bevolkingsdichtheid is 36,7 inwoners per km².
De onderstaande kaart toont de ligging van Amfreville-les-Champs (Seine-Maritime) met de belangrijkste infrastructuur en aangrenzende gemeenten.

## Demografie
Onderstaande figuur toont het verloop van het inwonertal (bron: INSEE-tellingen).